# 尼卡·吉劳里
尼科洛兹·“尼卡”·吉劳里（發音：[nikʼa ɡilauɾi]；1975年2月14日—），格鲁吉亚政治家，从2009年2月6日到2012年6月30日担任格鲁吉亚总理。他曾担任能源部长（2004—2007）和财政部长（2007—2009）和第一副总理（2008—2009）。

## 教育和早期生涯
尼卡·吉劳里出生在第比利斯，毕业于第比利斯国立大学国际经济关系系，获得国际经济学文学学士学位。1998年在英国伯恩茅斯大学修完英语课程。1999年获得爱尔兰利默里克大学财经专业名誉学位。同年，在都柏林Invesco资产管理集团国际金融中心任基金经理。1999至2000年在美国费城天普大学学习，获得了国际商业管理硕士学位。历任美国费城小型商业发展中心节能项目财政顾问（2000年）、格鲁吉亚电信公司——格鲁吉亚电信财政顾问（2001年）、格鲁吉亚能源市场管理项目合作者——西班牙伊比德羅拉公司财政顾问（2002年）。从2003年到2004年，他任职于格鲁吉亚国家电力系统管理承包商——ESBI公司（爱尔兰），作为格鲁吉亚国家电力系统共同管理者和担任财务总监。

## 在政府中任职
尼卡·吉劳里2003年加入年轻改革派米哈伊尔·萨卡什维利领导的研究小组。2004年2月17日在祖拉布·日瓦尼亚和祖拉布·诺盖杰利政府中，担任能源部长。在2004年12月到2005年2月之间的一系列的停电事故，媒体推测吉劳里可能被解职，但他后来解决了能源危机。在2006年1月与阿塞拜疆和伊朗的天然气供应谈判中起到重要作用。在天然气和电力供应到格鲁吉亚时，因涉嫌破坏俄罗斯领土纠纷而被停职。
2007年9月7日尼卡·吉劳里担任财政部长，2008年12月兼任新创建的格鲁吉亚第一副总理。2009年2月6日吉劳里赢得议会信任投票，就任格鲁吉亚总理。吉劳里宣称以解决失业率作为他的首要任务，并承诺建立跨部门工作小组来协调进一步民主改革和对俄占阿布哈兹和南奥塞梯追求一个“一贯的政策”。他还表示他的政府将继续致力于北约一体化。
2012年6月30日，总统萨卡什维利任命瓦诺·梅拉比什维利为新总理，接替吉劳里。

## 个人生活

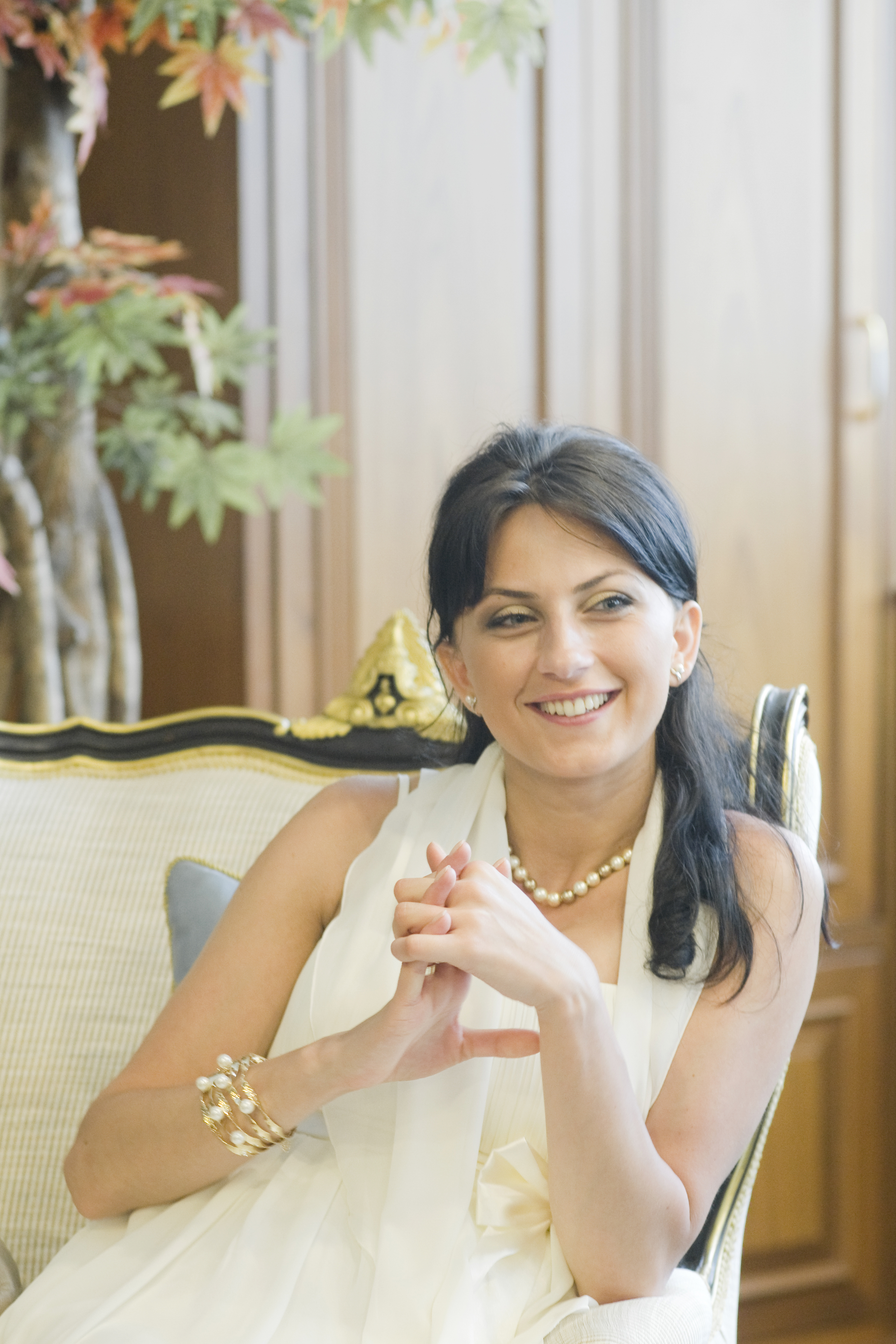
马琳·沙穆吉亚

尼卡·吉劳里在2010年1月与前格鲁吉亚时装模特马琳·沙穆吉亚（Marine Shamugia，生于1985年2月9日）结为夫妇，沙穆吉亚出生于苏呼米，2004年曾当选格鲁吉亚选美小姐，他们有一个女儿玛丽（Mari，生于2010年7月17日）。